# Montigny-Lencoup
Montigny-Lencoup ist eine französische Gemeinde mit 1362 Einwohnern (Stand 1. Januar 2022) im Département Seine-et-Marne in der Region Île-de-France. Sie gehört zum Arrondissement Provins und zum Kanton Provins.

## Bevölkerungsentwicklung
- 1962: 0650
- 1968: 0663
- 1975: 0677
- 1982: 0911
- 1990: 1194
- 1999: 1225
- 2006: 1259

## Sehenswürdigkeiten
- Kirche Ste-Geneviève (Monument historique)

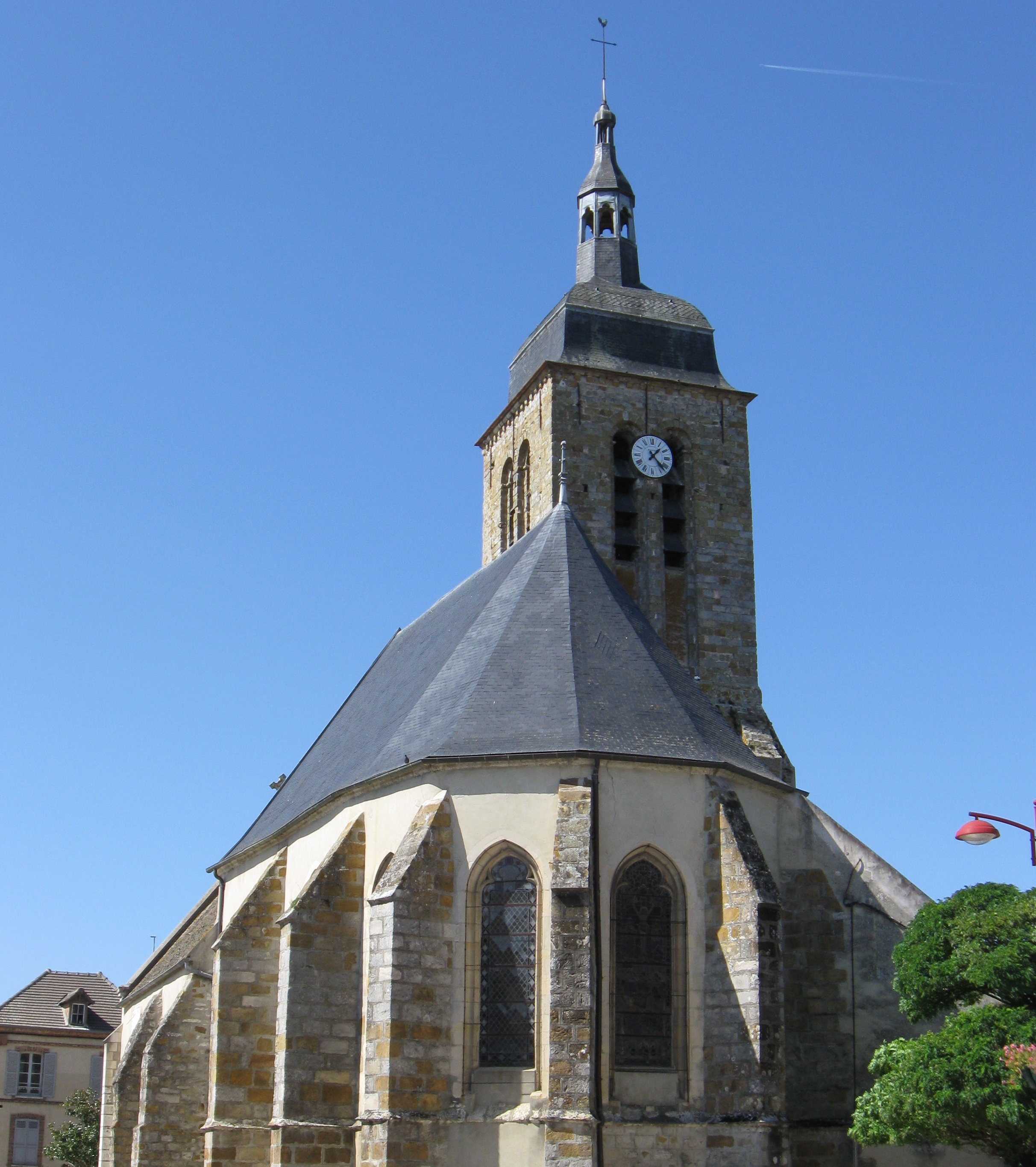
Kirche Ste-Geneviève